# Cara dos Quadrinhos
Jeff Albertson, comumente chamado de Cara dos Quadrinhos, é um personagem ficcional criado por Matt Groening para a sitcom de animação Os Simpsons. Ele tem uma loja de quadrinhos e figuras de ação, que fica em Springfield, o Calabouço do Andróide. Não se sabe muito sobre ele, mas teve um episódio no qual ele era o protagonista. Nesse episódio ele tem um enfarte, tendo que deixar sua loja nas mãos de Bart e Milhouse. Nesse mesmo episódio ele se apaixona por Agnes Skinner, mãe do Diretor Skinner. É engenheiro químico, como já mencionado por ele mesmo no episódio 10 - "Married to the Blob", da 25° temporada.
Há ainda outro episódio em que "O Cara dos Quadrinhos" disputa o amor de Edna Krabappel com o Diretor Skinner (devidamente vestido de Mulher Gato em um encontro de fãs de HQ).
Em um segmento da Casa da Árvore dos Horrores X ele adquire uma personalidade do mal; "O Colecionador" e sequestra a atriz Lucy Lawless, mas no final acaba morrendo petrificado.
Em outro episódio ele conhece uma garota japonesa chamada Kumiko Nakamura, a qual não liga para seus "defeitos" e se apaixona por ele. Em vários episódios futuros é mostrado que a relação deles anda dando certo e ela torna-se sua esposa.

## Curiosidades
- Ele já apareceu no The Cleveland Show;[6]
- Ele já teve um caso com Edna Krabappel;[4]
- Na 12ª temporada em DVD, há uma coletânea com as coisas mais engraçadas feitas por ele;
- Ele já disse ser virgem (não no signo), mesmo tido relações sexuais, ou não, com Edna Krabappel;
- Na 25ª temporada ele diz ser formado em Engenharia Química;[3]
- Ele nunca assistiu os filmes da 2ª Trilogia de "Star Wars", pois George Lucas encheu os filmes com muitos detalhes digitais, estragando, na sua opinião, os filmes. Ele acaba de dizer isto com um irônico "Obrigado, George".